# Guigou
Guigou (franska: Guigou (CR), Guigou (Commune Rurale), arabiska: مركز مطماطة) är en kommun i Marocko.   Den ligger i provinsen Boulemane och regionen Fès-Meknès, i den nordöstra delen av landet, 200 km öster om huvudstaden Rabat. Antalet invånare är 11 059.